# 坎塔瓦特·利拉威布
坎塔瓦特·利拉威布（1997年4月14日—），泰國男子羽毛球運動員。

## 簡歷
2014年4月，坎塔瓦特·利拉威布參加馬來西亞亞羅士打舉行的世界青年羽毛球錦標賽，助泰國隊拿得混合團體季軍。

## 主要比賽成績
只列出曾進入準決賽的國際賽事成績：
| 年份   | 賽事                 | 公開賽級別 | 項目     | 成績   |
| ------ | -------------------- | ---------- | -------- | ------ |
| 2014年 | 世界青年羽毛球錦標賽 | 其他       | 混合團體 | 季軍   |
| 2015年 | 樂魚羽毛球國際系列賽 | 國際系列賽 | 男子單打 | 準決賽 |
| 2017年 | 寮國羽毛球國際系列賽 | 國際系列賽 | 男子單打 | 冠軍   |
| 2018年 | 印度羽毛球國際挑戰賽 | 國際挑戰賽 | 男子單打 | 準決賽 |
| 2019年 | 老撾羽毛球國際系列賽 | 國際系列賽 | 男子單打 | 準決賽 |
| 2019年 | 印度羽毛球國際挑戰賽 | 國際挑戰賽 | 男子單打 | 準決賽 |

| 2007-2017年 | 首要超級賽 | 超級賽 | 黃金大獎賽 | 大獎賽 | 國際挑戰賽 | 國際系列賽 | 未來系列賽 | 其他 |

| 2018-2026年 | 總決賽 | 超級1000賽 | 超級750賽 | 超級500賽 | 超級300賽 | 超級100賽 | 國際挑戰賽 | 國際系列賽 | 未來系列賽 | 其他 |